# Normandernas erövring av England

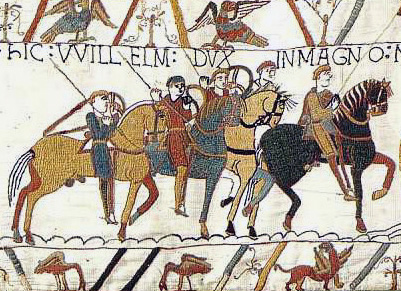
Bayeuxtapeten visar invasionen i England och Slaget vid Hastings.

Normandernas erövring av England inleddes 1066 genom invasionen av kungadömet England av den normandiske hertigen Vilhelms armé. Normanderna segrade inledningsvis i Slaget vid Hastings. Den påföljande framgångsrika erövringen av de brittiska öarna var en omvälvande händelse i Storbritanniens historia. Normanderna ersatte den tidigare härskande klassen med en fransktalande militär och kyrklig överklass. Detta ledde till en avgörande och bestående förändring av språk och kultur i England. Genom att England kom att styras av härskare med ursprung i Frankrike fick England starkare anknytning till kontinenten, vilket ersatte den tidigare skandinaviska kontakten. Erövringen ledde också till en betydande brittisk inblandning i makten över Frankrike. Denna maktkamp kom att fortsätta i 750 år, fram till 1815. Detta fick konsekvenser för hela de brittiska öarna, eftersom erövringen även öppnade upp för en normandisk invasion av Wales och Irland. Den innebar också en omfattande förändring av aristokratin i Skottland med ökat inflytande av normandiska och andra fransktalande familjer, samt införandet av ett feodalt system i den södra delen av Skottland. De brittiska öarna omformades av feodal fransk kultur.

## Bakgrund

### Normandie

Karta över Normandie.

Regionen Normandie i nordvästra Frankrike hade fram till 1066 fått en betydande fornnordisk bosättning från Norge och framför allt Danmark. Denna inleddes efter att den franske karolingske härskaren Karl den enfaldige (898–922) år 911 tillät en grupp fornnordiska inkräktare – under sin ledare Gånge-Rolf, eller Rollo – att bosätta sig i den norra delen av Frankrike. Detta tillstånd var en del av freden i Saint-Clair-sur-Epte, mellan Karl och Rollo. Karl hoppades på så vis förhindra ytterligare angrepp från vikingar, vilka länge hade härjat Frankerriket.
Bosättningen blev permanent och lyckosam vilket ledde till att överfallen i regionen upphörde. De tidigare vikingarna integrerades under loppet av en generation och konverterade från hedendom till kristendom. De gick också över till att tala det lokala språket, langue d'oïl, som under ett visst inflytande från vikingarnas fornvästnordiska språk, omformades till normandiska. De beblandades med den lokala befolkningen, anpassade sig till det feodala systemet, utvidgade sitt tilldelade territorium västerut och bosatte sig i områden som omfattade Bessin, halvön Cotentin, och Kanalöarna.
År 1002 gifte sig den anglosaxiska kungen Ethelred II och Emma, dotter till hertigen av Normandie. Deras son Edvard Bekännaren hade tillbringat många år i exil i Normandie under det danska styret av England och efterträdde Ethelred på den engelska tronen år 1042. Den dynastiska förbindelsen mellan England och Normandie skapade ett normandiskt intresse för engelsk politik, eftersom Edvard var beroende av stöd från Normandie. Detta innebar att normandiska hovmän, soldater och präster hittade vägen till England och kungen gav maktpositioner åt normanderna, särskilt inom kyrkväsendet. Eftersom Edvard var barnlös och i konflikt med den mäktiga jarlen av Wessex, Godwin och hans söner, är det möjligt att han kan ha uppmuntrat hertig Vilhelm av Normandie att överta den engelska tronen.

### Kyrkopolitiska argument

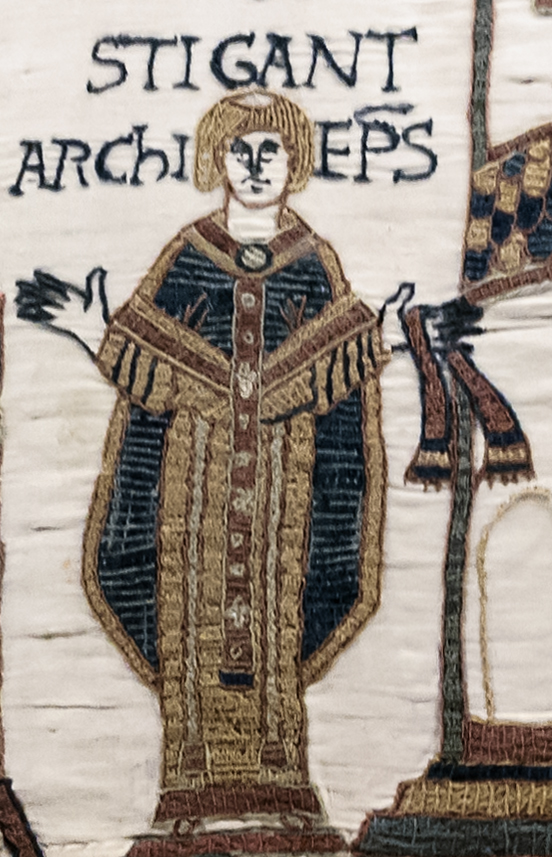
Stigand, den sista anglosaxiska ärkebiskopen av Canterbury, avled i fängelse i 1072. Detalj från Bayeuxtapeten.

Under en längre tid före år 1066 hade den engelska kyrkan varit i konflikt med påvedömet. Påve Leo IX hade vid denna tid inlett en reformrörelse, den så kallade gregorianska reformen. Påve Leo fokuserade på att förbättra prästerskapet och förhindra simoni, det vill säga försäljning av präst- och andra kyrkliga ämbeten. År 1049 offentliggjorde påven att han ville granska den engelska kyrkan och undersöka kandidater för biskopsämbeten innan de godkändes. Efter det att ärkebiskop Edsige av Canterbury dött 1051, valde munkarna vid Canterbury en släkting till jarl Godwin vid namn Æthelric till ny ärkebiskop. Kung Edvard motsatte sig valet och utnämnde istället Robert av Jumièges. Detta var kontroversiellt, eftersom denne inte bara var normand, utan även biskop av London.
Biskop Robert drog till Rom och fick heliga stolens godkännande av utnämnandet. Robert försökte även att få tillbaka egendomar som han menade tillhörde kyrkan från jarl Godwin. År 1052 fick Godwin Robert förklarad fredlös vilket försatte honom i exil. Kung Edvard Bekännaren utsåg därefter Stigand som ärkebiskop av Canterbury, vilket är den högsta positionen inom engelska kyrkan. Påven vägrade dock att godkänna Stigands utnämnande, eftersom Robert av Jumièges fortfarande var i livet och inte heller hade avsatts av en påve. Robert appellerade till påve Leo IX, som kallade Stigand till Rom. Stigand hade gjorde sig skyldig till att samtidigt inneha flera kyrkliga ämbeten från vilka han erhöll inkomster, genom att kvarstå som biskop av Winchester. Eftersom Stigand inte inställde sig hos påven, blev han bannlyst. Påve Leo IX, och de två efterföljande påvarna Viktor II och Stefan IX, fortsatte att betrakta Robert av Jumièges som den rättmätige ärkebiskopen av Canterbury.
Stigand kom senare att anklagas för simoni i flera klosterkrönikor. Alla anklagelser dateras senare än 1066 och är därför präglade av en önskan att svartmåla den engelska kyrkan som korrupt och bakåtsträvande. Den medeltida krönikören Vilhelm från Poitiers hävdade också att Stigand år 1052 gick med på att Vilhelm av Normandie skulle efterträda kung Edvard. Detta användes som propaganda efter den normandiska erövringen, men historikern David Bates och andra historiker har hävdat att det är osannolikt att detta ska ha inträffat.
Påve Alexander II gav sitt stöd till Vilhelm Erövrarens invasion. En drivande person var ärkediakon Hildebrand av Sovana, senare påve Gregor VII, som använde sin betydande makt i kardinalernas råd till att främja hertig Vilhelms sak. Att rikta anklagelser mot den engelska kyrkan var en del av det politiska spelet under tiden före 1066. Vilhelm hade starka världsliga motiv för att invadera och påvens tillstånd gjorde det lättare att uppbåda militärt stöd.

### Tronanspråk

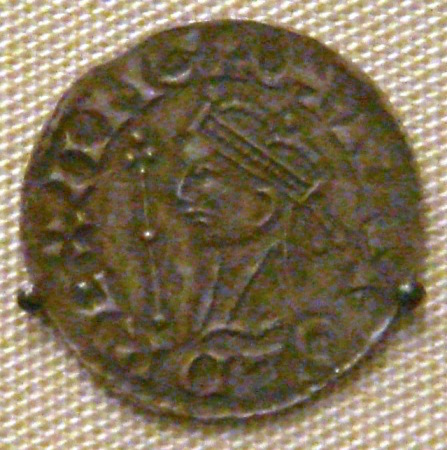
Mynt präglat av Harald Godwinson, British Museum.

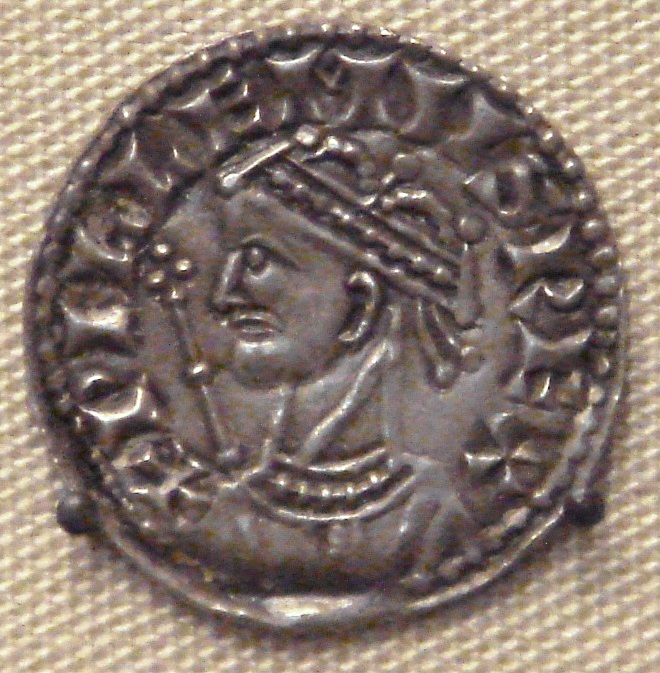
Mynt präglat av Vilhelm Erobreren, British Museum.

Efter kung Edvards död i början av 1066 fanns få uppenbara arvingar till den engelska tronen. Närmast tronen stod Harald Godwinson, som var jarl av Wessex och son till Godwin. Han var rikast och mäktigast inom den engelska adeln och valdes till kung av den engelska witenagemot (eller witan, anglosaxiska för "de vise männens möte"). Han kröntes av ärkebiskop Ealdred av Worcester i början av januari 1066.
Harald Godwinson hade dock inte ett självklart anspråk på tronen. Hans far Godwin var son till en thegn av Sussex, men senare dokument har beskrivit Godwins far som en ceorl. Godwin härstammade förmodligen från lågadeln. Det kan verka som att samtiden försökte tillskriva Harald Godwinson anor tillbaka i sex led till kung Ethelred av Wessex, vilket kan betraktas som en tvivelaktig politisk konstruktion för att säkra Haralds legitimitet till tronen.
Även Haralds sätt att ta över kungadömet var omstritt. Han hade lyckats erhålla sin position dels tack vare sin far och dels genom sin egen handlingskraft som militär ledare – bland annat i kriget mot walesarna år 1063. Mot slutet av 1065 blev kung Edvard sjuk och hamnade i koma utan att ha pekat ut sin efterföljare. Enligt Vita Ædwardi Regis dog han den 5 januari 1066. Strax före sin död hade han kortvarigt fått tillbaka medvetandet och bad då att kungadömet skulle "beskyddas" av Harald. Detta påstående är tvivelaktigt, men eftersom witenagemot samlades nästföljande dag blev Harald (kanske som landets starke man) vald till efterföljare i något som kan liknas vid en statskupp. Detta skedde på bekostnad av den unge Edgar Ætheling, som hade den egentliga arvsrätten till tronen,  Den nya kungens närmsta anknytning till den nya kungasläkten var att hans syster Edith av Wessex var gift med Edvard Bekännaren, ett äktenskap som inte hade frambringat några arvingar.
Emellertid kom Harald Godwinson att omedelbart utmanas av två mäktiga grannhärskare. Hertig Vilhelm Bastarden hävdade att han hade fått löfte om tronen av kung Edvard och att Harald hade svurit sin ed på detta avtal. År 1064 ska Harald Godwinson ha förlist i Ponthieu. Det har uppstått många spekulationer rörande denna underliga sjöresa. De tidigaste normandiska krönikorna (som skrevs efter erövrandet) berättar att Robert (ärkebiskop av Canterbury), skickats ut av den barnlöse kungen Edvard för att peka ut Vilhelm av Normandie som sin arvinge. De var släkt på moderns sida. Harald Godwinson skickades senare för att svära sin lydnad gentemot den normandiske hertigen. Historikerna är oeniga om trovärdigheten i denna berättelse. Det verkar i alla fall som att Vilhelm var överbevisad om att han hade arvsrätt till den engelska tronen. Däremot är det oklart om Edvard ansåg detsamma. Efter skeppsförlisningen hamnade Harald under hertigens uppsyn. Enligt Bayeuxtapeten och andra normandiska källor hade Harald svurit en ed till Vilhelm på den helige relikan om att stödja hertigens krav på den engelska tronen. Detta utnyttjade normanderna efter Haralds död genom att förtydliga att han bara ljugit om att han svurit den påstådda eden, och således förbrutit sig mot Gud.

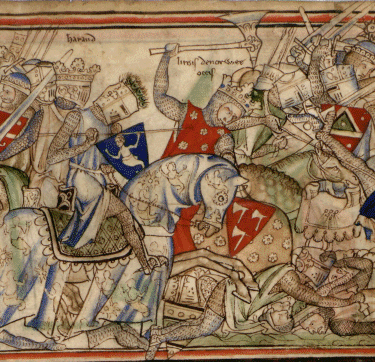
Harald Hårdråde avbildad i rött och med "norsk" stridsyxa i Vita Ædwardi Regis, en näst intill samtida berättelse.

Kung Harald Hårdråde av Norge la också in sitt krav på tronen enligt ett avtal med hans föregångare, kung Magnus den gode, och den tidigare danske kungen Hardeknut, son till den tidigare danske och engelske kungen Knut den mäktige (och Emma av Normandie). Detta avtal mellan Magnus och Hardeknut ingicks år 1037 vid Göta älv, där det bestämdes att den av dessa som levde längst skulle ärva den andre. Efter Hardeknuts död år 1042 blev Magnus arvinge till kungariket Danmark, och därmed även det danska anspråket på den engelska tronen. Efter Magnus död år 1047 blev Harald Hardråde arvinge till både Magnus rike och hans anspråk på England. Efter att nyheten om Edvard Bekännarens död offentliggjordes, började både Vilhelm Bastarden och Harald Hårdråde var för sig att samla soldater och skepp för att göra sina anspråk gällande genom att invadera England.
Både vid denna tid och senare kom också andra utmanare. Den första var Edgar Ætheling, en släkting till Edvard Bekännaren och en direkt ättling till kung Edmund Järnsida. Edgar var son till Edvard Landsflyktingen, som var son till Edmund Järnsida. Han var född i Ungern, dit hans far hade flytt efter den danska erövringen av England genom Knut den mäktige. Efter att familjen återvänt till England och hans fars död år 1057, var Edgar utan tvivel den som hade det bästa arvsmässiga anspråket på tronen. Olyckligtvis för Edgar var han bara 13–14 år då Edvard Bekännaren avled och med en liten familj att försörja sig på, kringgicks hans krav av witenagemot. En annan utmanare var Sven Estridsson som erhållit den danska kungatronen efter att Harald Hårdråde inte klarat av att driva igenom sina krav på Danmark efter att Magnus den gode dött. Svens krav på den engelska tronen grundades i att han var barnbarn till Sven Tveskägg, men inte i direkt blodsband. Hans mor, Estrid Svensdotter, var gift med jarl Ulf Torgilsson av Skåne, och således brorson till Knut den mäktige på sin mors sida. Från år 1069 ställde Sven Estridsson krav på att beträda den engelska tronen, om än endast halvhjärtat. Däremot inledde jarlen av Northumbria, Toste Godwinson (yngre bror till Harald Godwinson) ett uppror i början av 1066. Det kan ha varit början på ett anspråk på tronen, men efter att han besegrats av jarlarna Morcar och brodern Edwin och då de flesta av hans anhängare flytt, gav Toste sitt stöd till Harald Hårdråde.

### Toste och Harald Godwinson
År 1065 var England nära att hamna i inbördeskrig efter att Toste Godwinson hade fördubblat skatterna i sitt jarldöme. Folket i Northumbria gjorde uppror och Harald Godwinson stödde upprorsmakarna mot sin bror. År 1066 var fientligheten mellan bröderna ett faktum. Toste härjade i sydöstra England med ett militärt skepp, som han hade anskaffat i Flandern och senare också med andra skepp från Orkneyöarna. Efter att Harald börjat använda den engelska flottan för att utmana honom, seglade Toste längre norrut och härjade i East Anglia och Lincolnshire innan han drevs tillbaka av bröderna Edwin och Morcars skepp, respektive jarlar av Mercia och Northumbria. Efter att de flesta av hans anhängare övergivit honom drog sig Toste tillbaka till Skottland för att rekrytera en ny trupp.
Harald Hårdråde invaderade norra England i början av september 1066 med en flotta på omkring 300 skepp för att återupprätta Knut den mäktiges Nordsjörike. Hans armé förstärktes av de styrkor som Toste Godwinson hade lyckats samla ihop.

### Slaget vid Stamford Bridge

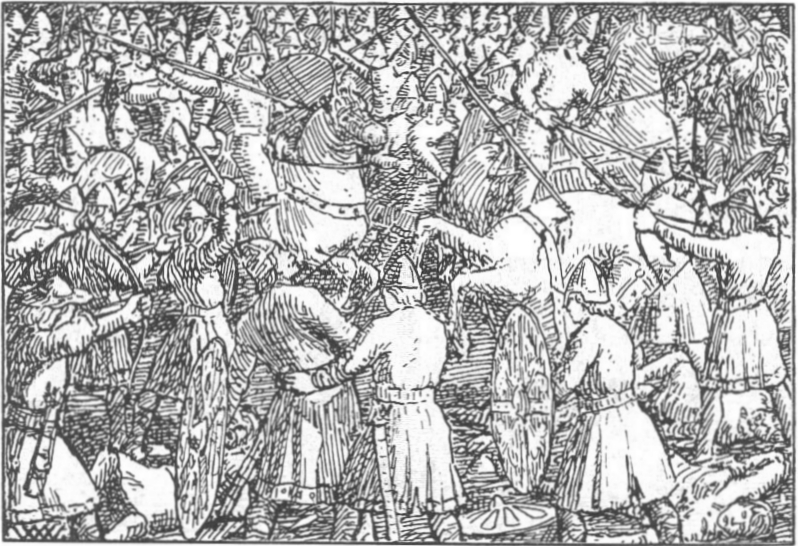
Harald Hårdråde fick en pil i strupen under Slaget vid Stamford Bridge den 25 september 1066. Målning av Wilhelm Wetlesen.

Harald Hårdrådes flotta seglade över Nordsjön och upp för floden Ouse. Armén tågade mot York, som var huvudstaden i norr. Harald Hårdråde vann över de oförberedda engelsmännen. Efter att ha erövrat staden drog han mot Fulford där han  i slaget vid Fulford den 20 september besegrade bröderna Edwins och Morcars hastigt ihopsamlad anglosaxiska armé.
Harald Godwinson hade tillbringat sommaren på Englands sydkust med en stor armé och flotta i väntan på en normandisk invasion. Den 8 september upplöste han armén, eftersom proviantreserverna tog slut. Efter att nyheten om den norska invasionen i norr nådde fram, lämnade han platsen för att möta de nya hoten i norr och samlade ihop en ny armé. En marsch mot Fulford i norr inleddes.
Den 25 september, fem dagar efter Slaget vid Fulford, fick han stridskontakt med norrmännen, som var oförberedda på att Harald Godwinson skulle dyka upp så snabbt. Invasionsstyrkan stängdes in i en dalgång, där den blev avskuren från skeppen. Trots att engelsmännen hade fördelarna på sin sida, varade det extremt blodiga slaget hela dagen. Utfallet avgjordes av att Harald Hårdråde omkom av en pil i strupen. Enligt Anglosaxiska krönikan fick det norrmännen att bryta leden och fly mot långskeppen.
Slaget blev slutet för vikingarnas tid i England. Den anglosaxiska segern var dock dyrbar, eftersom Harald Godwinsons armé försvagades avsevärt.

## Den normandiska invasionen

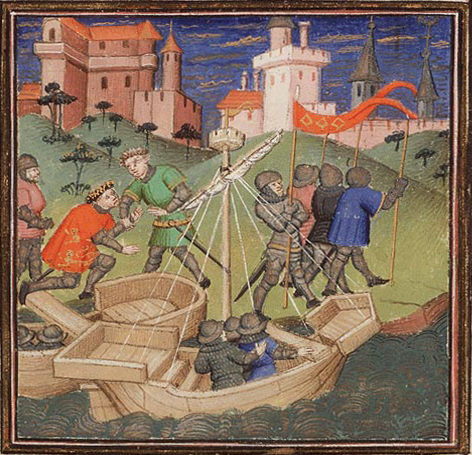
Vilhelm Bastarden invaderar England. Illustration i franskt manuskript från 1400–1410.

Under tiden samlade Vilhelm en stor invasionsflotta och armé vid Saint-Valery-sur-Somme. Armén var redo att korsa Engelska kanalen den 12 augusti.Vid detta tillfälle var dock vindförhållandena sådana, att invasionsflottan skulle haft motvind om man hade försökt detta. Då medeltidens segelskepp inte kunde styra upp mot vinden, låg flottan med Vilhelm och armén ombord under sex veckor vid kusten och väntade på bättre väder. Under tiden invaderade Harald Hårdråde. Två dagar efter slaget vid Stamford Bridge vände vinden och normanderna kunde slutligen avsegla.
Den 28 september gick den normandiska armén i land vid Bulverhythe mellan det som idag är städerna Bexhill och Hastings, i närheten av Pevensey Castle i Sussex. De uppförde omedelbart en befästning av trävirke vid Hastings och härjade därefter runt i nejden.

### Slaget vid Hastings

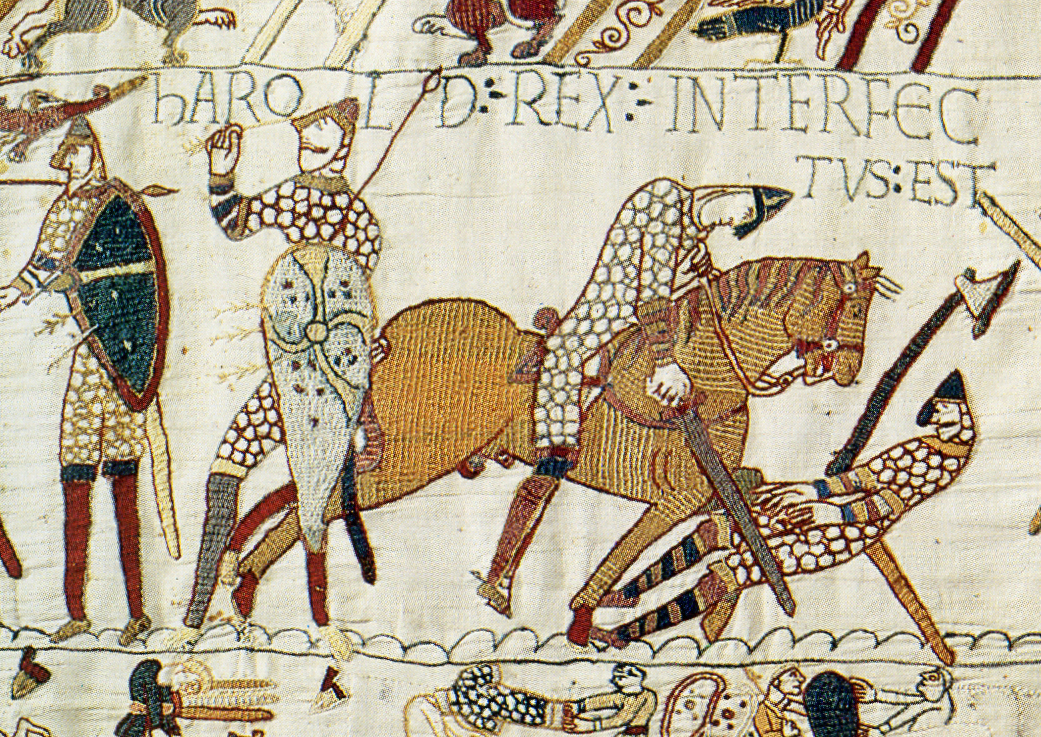
Harald Godwinson dödas i slaget vid Hastings, så som det framställs i Bayeuxtapeten.

Harald Godwinson gav sina män tillstånd att vila efter slaget mot norrmännen. Han tvingades dock dra tillbaka detta och samlade istället ihop sina styrkor för att marschera söderut, då han underrättades om invasionen. I London stannade han i några dagar och rekryterade fler krigare, innan marschen fortsatte ytterligare tre dagar fram till trakten av Hastings, där Vilhelm förberett sig i 17 dagar. Den 14 oktober möttes anglosaxarna och normanderna i slaget vid Hastings. Slaget ägde rum på Semlan Hill, omkring 9,5 km nordväst om Hastings, nära dagens stad Battle i East Sussex.
Den normandiska armén beräknas ha bestått av omkring 8 400 man, bestående av 2 200 kavallerister, 4 500 fotsoldater och 1 700 bågskyttar. Den anglosaxiska armén förmodas ha bestått av omkring 7 500 man, huvudsakligen fotsoldater. Slaget var jämnt men då Harald Godwinson dödades, enligt sägnen genom en pil i ögat, vann till slut normanderna. Även Haralds bröder Gyrth och Leofwine dödades och de resterande delarna av den anglosaxiska armén flydde. Även om det fanns ytterligare motstånd mot hertig Vilhelm och hans normander, ses slaget som den avgörande vändpunkten som ledde till att han fick kontroll över England.
Efter segern vid Hastings förväntade sig Vilhelm Erövraren att de överlevande anglosaxiska ledarna skulle underkasta sig honom. Istället deklarerades Edgar Ætheling ögonblickligen som kung av witenagemot, med stöd från jarlarna Edwin och Morcar, Stigand, ärkebiskop av Canterbury, och Ealdred, ärkebiskop av York. Vilhelm, som fick förstärkningar från andra sidan engelska kanalen, marscherade runt Kents kust mot London. Han besegrade en ny anglosaxisk styrka som angrep honom vid Southwark. Han lyckades inte att storma London Bridge och försökte istället att nå staden genom en mer indirekt väg. Han gick upp längs floden Themsen och vid Wallingford i Oxfordshire kunde hans armé korsa floden. Väl där mottog han underkastelse från ärkebiskop Stigand. Därefter reste han vidare mot nordost, längs Chiltern Hills, innan han åter började röra sig mot London från nordväst och besegrade ytterligare motstånd från stadens styrkor. Den unge Edgar Ætheling lyckades inte mobilisera ett effektivt försvar. Hans anhängare avskräcktes och de anglosaxiska ledarna överlämnade sig till Vilhelm vid Berkhamsted i Hertfordshire. Vilhelm utropades till kung av England och kröntes av Ealdred den 25 december 1066 i Westminster Abbey.

### Engelskt motstånd

Karta över de viktigaste händelserna år 1066.

Lokalt motstånd mot normanderna fortsatte under många år. År 1067 angrep upprorsmakare i Kent borgen Dover Castle med stöd av den missnöjde normanden Eustace II, greve av Boulogne. Angreppet misslyckades och Eustace fråntogs Sina förläningar.
Samme år ledde Eadric den ville, en landägare i Shropshire, ett uppror i den västra delen av Mercia i allians med de walesiska härskarna i kungadömena Gwynedd och Powys, och de bekämpade styrkor i Hereford.
År 1068 belägrade Vilhelm upprorsmakare i Exeter, inklusive Harald Godwinsons mor Gytha Thorkelsdóttir. Efter att ha lidit betydande förluster, lyckades Vilhelm att förhandla fram stadens kapitulation.
Senare samma år gjorde jarlarna Edwin och Morcar uppror i Mercia med stöd av walesarna, samtidigt som jarl Cospatric av Northumbria ledde ett uppror i sitt jarldöme. Northumbria hade på den tiden ännu inte ockuperats av normanderna. Upproret bröt snabbt samman då Vilhelms armé närmat sig, byggde fästningsverk och placerade ut garnisoner för att kontrollera omgivningarna, så som han redan gjort längre söderut. Edwin och Morcar underkastade sig Wilhelm på nytt, medan Gospatric flydde till Skottland. Under tiden hade Haralds söner, som flytt till Irland, härjat i Somerset, Devon och Cornwall.
I början av 1069 blev den nyligen insatta normandiske jarlen av Northumbria, Robert Comine, och flera hundratals av hans soldater massakrerade vid Durham. Detta var ett omfattande uppror i Northumbria, där fästningsherren i York, Robert fitzRichard, besegrades och dödades. Upprorsmakarna belägrade därefter den normandiska borgen i York. Vilhelm skyndade sig norrut med en armé och besegrade upprorsmakarna utanför York. Han byggde ytterligare en fästning i York och förstärkte den med normandiska styrkor i Northumbria, innan han begav han sig söderut igen. Haralds söner genomförde en ny räd av plundringar mot England från sin bas i Irland, men besegrades i Devon av normandiska styrkor under ledning av greve Brian, son till Eudes, greve av Penthièvre.
Mot slutet av sommaren 1069 skickade Sven Estridsson av Danmark en stor flotta till den engelska kusten, vilket utlöste en antal nya uppror över hela landet. Efter ett misslyckat och avbrutet försök att härja runt i de södra delarna av landet, anslöt sig danskarna till upprorsmakarna i Northumbria. Deras nya uppror stöddes även av Edgar Ætheling, Gospatric och andra som befann sig i exil i Skottland samt av jarl Waltheof II av Northumbria – den siste av de anglosaxiska jarlarna som förblev i England ett decennium efter normandernas erövring. Tillsammans övermannande de danska och engelska styrkorna sina normandiska fiender i York, erövrade fästningarna och tog kontrollen i Northumbria. Ett armétåg i Lincolnshire ledd av Edgar slogs däremot tillbaka av den normandiska garnisonen i Lincoln. I samma veva växte motståndet i västra Mercia. Eadric den villes styrkor, angrep borgen Shrewsbury Castle vid Shrewsbury, tillsammans med sina walesiska allierade och andra upprorsmakare från Cheshire. I sydväst kom upprorsmakarna från Devon och Cornwall som angrep den normandiska garnisonen vid Exeter. Dessa slogs tillbaka av en annan normandisk styrka under greve Brian, som kom till undsättning. Andra upprorsmakare från Dorset, Somerset och dess grannområden belägrade borgen Montacute Castle, men besegrades av en normandisk armé samlad från London, Winchester och Salisbury under Geoffrey av Coutances.
Under tiden angrep Vilhelm danskarna, som slagit läger för vintern, söder om floden Humber i Lincolnshire och drev dem tillbaka norr om floden. Han lämnade kvar sin halvbror Robert av Mortain som befälhavare i Lincolnshire och begav sig själv västerut för att besegra upprorsmakare från Mercia i slaget vid Stafford. Danskarna rörde sig återigen mot Lincolnshire, men drevs på nytt tillbaka över floden. Vilhelm drog sig in i Northumbria och stod emot ett försök att hindra honom att korsa den stora floden Aire vid Pontefract. När Danskarna drog sig undan kunde han ockupera York. Han köpte ut danskarna, som lovade att lämna England under våren. Genom hela vintern 1069–1070 hade de härjat, bränt och mördat hans styrkor systematiskt i hela Northumbria och lämnade landet öde i det som kallas för Massakrerna i norra England. Vilhelm försäkrade sig om Waltheofs och Gospatrics underkastelse och drev tillbaka Edgar och hans återstående anhängare till Skottland. Därefter begav han sig tillbaka till Mercia under våren 1070. Han förlade sin huvudarmé i Chester och krossade allt motstånd i området innan han återigen drog söderut. Den danske kungen Sven kom över i egen person för att ta kommando över den danska flottan och bröt sina tidigare avtal om att dra sig tillbaka. Han skickade trupper till Fenland för att förena sig med anglosaxiska upprorsmakare under ledning av Hereward the Wake på Isle of Ely. En kort tid därefter accepterade Sven Estridsson ytterligare ersättningar från Vilhelm och återvände till Danmark.
Efter att danskarna dragit sig ur, lugnade sig upprorsmakarna i Fenland, skyddade av de svårgenomträngliga träskområdena, men i början av 1071 kom det sista upprorsutbrottet i området. Edwin och Morcar vände sig återigen mot Vilhelm. Medan Edwin kvickt förrådes och dödades, nådde Morcar fram till Ely i Cambridgeshire, där han och Hereward fick stöd från upprorsmakare som seglat från Skottland. Vilhelm skyndade till med både armé och flotta för att avsluta det sista återstående motståndet. Efter flera kostbara fiaskon lyckades normanderna att konstruera en bro som nådde Isle of Ely, besegrade upprorsmakarna vid brohuvudet och stormade ön. Detta blev slutet på det anglosaxiska motståndet.

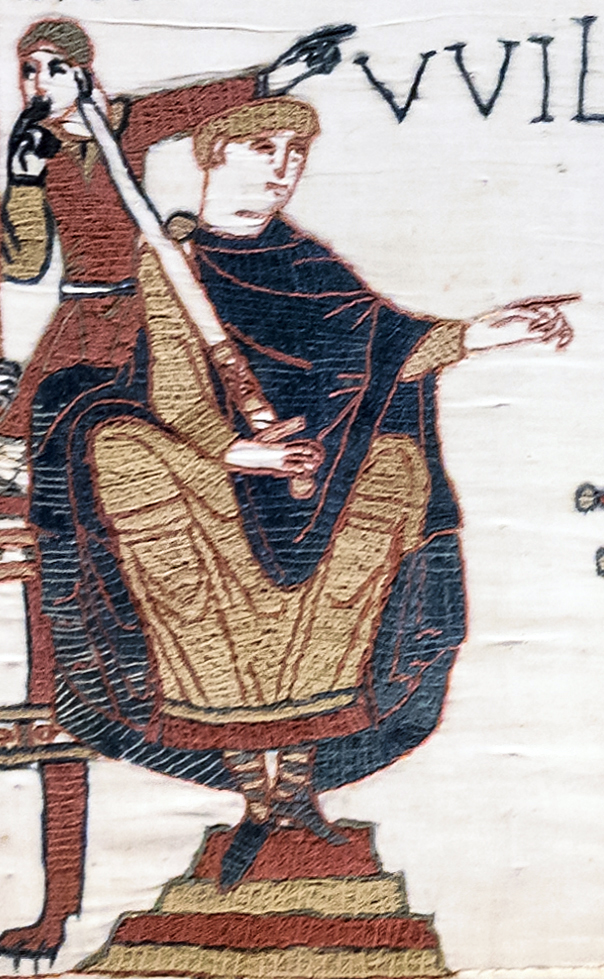
Vilhelm Erövraren på Bayeuxtapeten.

## Kontroll över England

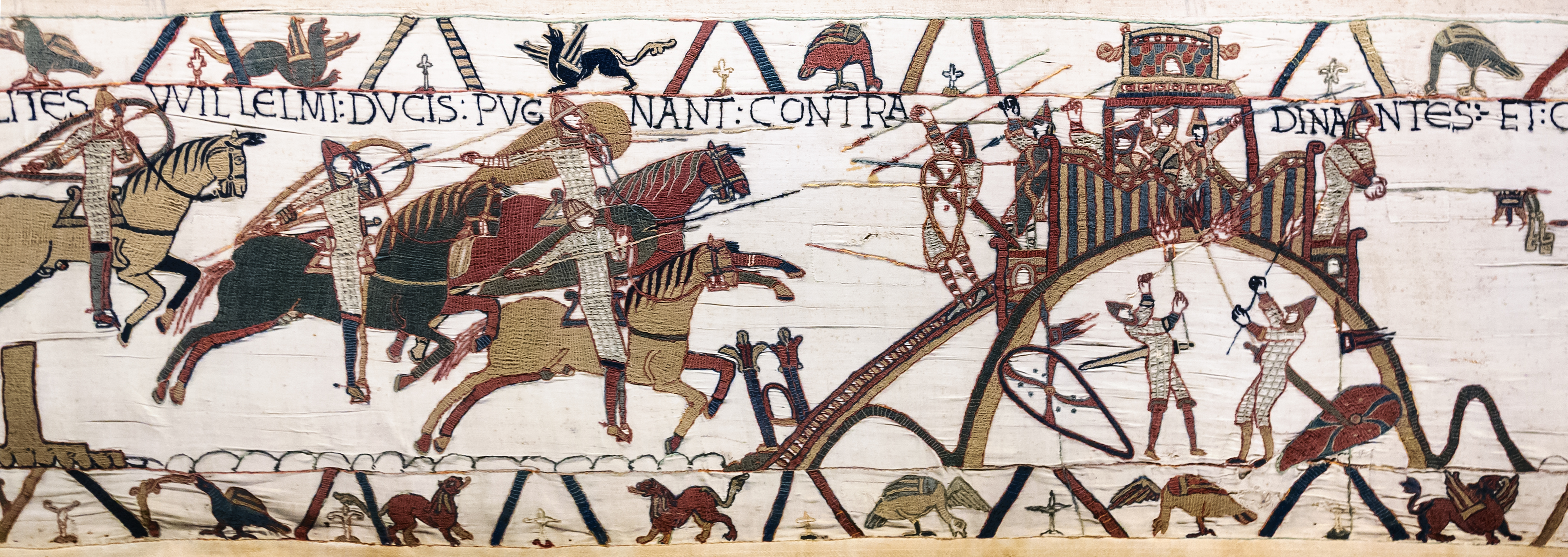
En av de första avbildningarna av en borg, från Bayeuxtapeten.

Efter erövrandet av England stod normanderna inför många utmaningar. De främmande herrarna var få i antal jämfört med den infödda anglosaxiska befolkningen. Antalet normandiska riddare kan ha varit  5 000–8 000.
De tidigare danska herrarna hade utkrävt skatt, men inte fördrivit de engelska landägarna. De normandiska adelsmännen förväntade sig emellertid förläningar av jord från Vilhelm som belöning för sin insats under invasionen. Därför krävde Vilhelm att få så gott som all mark i England och krävde också rätten att ge bort mark som han ansåg lämpligt. Således "hölls" alla landområden å kungens vägnar. Inledningsvis konfiskerade Vilhelm landområden från alla anglosaxiska jordägare som hade kämpat och dödats tillsammans med Harald Godwinson. Han omfördelade dessa till sina normandiska anhängare, även om en del anglosaxiska familjer kunde "köpa tillbaka" sina egendomar och titlar från Vilhelm. Dessa påbörjade konfiskeringar ledde till uppror som återigen ledde till ytterligare konfiskeringar – en händelsekedja som upprepades under en femårsperiod efter slaget vid Hastings. Genom att slå ner och förhindra ytterligare uppror, byggde normanderna fästningar och borgar i ett aldrig tidigare skådat antal – inledningsvis av typen motteborg, en enklare form av borgar byggda av trä och jord, men så småningom utbyggda och förstärkta med stenmurar.
Även efter att det aktiva motståndet mot Vilhelms hårda styre så småningom dog ut, fortsatte han och hans baroner att utvidga och konsolidera normandisk kontroll över landet. Om en anglosaxisk landägare dog utan en arvinge, kunde kungen (eller en av hans baroner, om det gällde landägare av lägre klasser) peka ut en arvinge – oftast en lojal invandrare från Normandie. Vilhelm och hans baroner utövade också tätare kontroll över arv av landområden för änkor och döttrar genom att kräva nya äktenskap med normander. På så vis ersatte normanderna den infödda anglosaxiska aristokratin och tog även kontroll över de övre samhällsklasserna.
Som ett mått på Vilhelms framgång i att ta kontroll kan nämnas att från 1072 och fram till den fransk erövringen av Normandie år 1204, var han och hans efterföljare i stort sett frånvarande härskare i England. Vilhelm tillbringade mer än 75 procent av sin tid i Frankrike. Han hade behövt vara på plats i Normandie för att försvara sitt rike mot utländsk invasion och slå ned inre oro och uppror, samtidigt som han upprättade kungliga administrativa strukturer för att kunna styra England från avstånd med hjälp av "writ" (skrift). Kungarna var inte de enda som var frånvarande. Detsamma gällde ofta många andra anglonormandiska herrar.
Att hålla de normandiska herrarna lojala som en grupp var lika viktigt, eftersom varje friktion kunde ge den infödda anglosaxiska befolkningen en chans till att avsätta sina fransktalande herrar. Odo av Bayeux, en halvbror till Vilhelm, fråntogs exempelvis alla sina egendomar efter en rad olagliga övertaganden och andra bedrägliga aktiviteter. Handlingar som riskerade att destabilisera den normandiska kontrollen över landområdena. Ett sätt att hålla de normandiska herrarna lojala, var att dela ut bitar av mark i vissa områden och straffa besittningar som inte godkänts. En normand hade vanligtvis mindre lantegendomar utspridda över hela England och i Normandie, istället för ett geografiskt sammanhängande geografiskt landområde.
I det långa loppet ledde denna politik till ökad kontakt mellan de adliga i de olika regionerna och uppmuntrade dem till att organisera sig och uppträda som en klass istället för som enskilda individer, som var det normala i andra feodala länder. Utövandet av en stark centraliserad monarki medförde att adeln började knyta kontakter med borgarna i städerna, något som betraktats som en inledning till den engelska parlamentarismen.

## Medeltida folkräkning

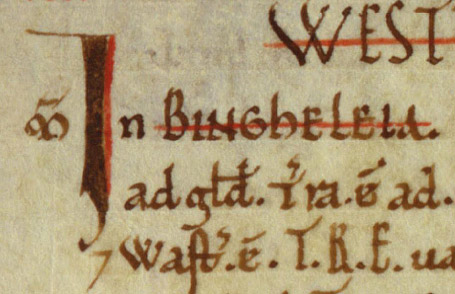
En liten detalj från Domedagsboken.

Kolofonsidan i den så kallade Domedagsboken (Domesday Book) berättar att "Under året ett tusen och åttiosex från inkarnationen av Vår Herre, och i det tjugonde året under Vilhelms styre, gjordes denna egendomsregistrering, inte bara genom dessa tre grevskapen, men också genom andra." Att utföra en landsomfattande egendomsregistrering i det medeltida England var inte bara nyskapande i Europa. Dess storlek och omfång var också en dramatisk handling av en av de hårdaste och mest handlingskraftiga engelska monarker, som dominerade europeisk politik under slutet av 1000-talet. Efter att England erövrades år 1066 bestod resten av Vilhelms liv och regim i att upprätthålla och konsolidera sitt rike. Anglosaxarna hade redan som tradition att dokumentera Englands styre, men landets enskilda administrativa delar, shiren, fungerade relativt självständig. Normanderna införde ett, även för sin tid, hårt centraliserat kungadöme. Domedagsboken blev den handfasta symbolen för den nya normandiska orden. Registreringen av egendomsförhållandena och dess likhet med den kristna Domedagen i Uppenbarelseboken verkar ha skrämt det engelska folket. I Anglosaxiska krönikan står följande:
"Han skickade sina män över hela England i varje shire och fick dem att ta reda på hur många hundra hudar (hides) det var i det shiret, eller vilket land och vilka boskap kungen själv hade i landet, eller vilka avgifter han borde ha i tolv månader från det shiret. Han nedtecknande också hur mycket land hans ärkebiskopar hade, och hans biskopar och abbotar och hans jarlar, och... vad eller hur mycket en hade, som var jordägare i England, i land eller boskap, och hur mycket pengar det var värt. Så i grunden undersökte han, att det var inte fanns en enda hud och inte heller en enda flik land, eller faktiskt (det är en skam att berätta, men det verkar inte som det var en skam för honom att göra så) en oxe eller ko, inte heller en gris, som utelämnades och inte nedtecknades i hans upptagning: och alla dessa upptagningar fördes till honom efteråt."

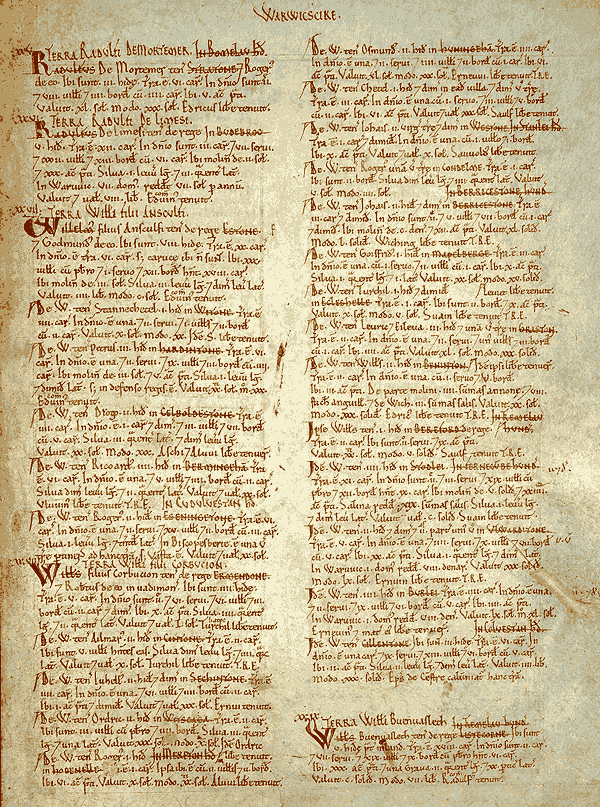
Sidan för Warwickshire i Domedagsboken.

Vilhelms militära kampanjer och fälttåg var väldigt kostsamma, men Domedagsbokens innehåll och upplägg tyder på att den var långt mer än ett sätt att skaffa sig större intäkter. Författaren till Anglosaxiska krönikan, skriven med dysterhet och avsky, menade att Vilhelm ville få vetskap "om detta land, hur folk var bosatta eller vilka typer av folk som fanns". Efter 1066 blev hela den härskande klassen i England utbytt och ersatt av utlänningar, fransktalande från Normandie, Bretagne, Flandern och andra platser. Processen genomfördes gradvis, men relativ snabbt. Resultatet blev ett mycket komplicerat, sammansatt och förvirrande mönster av jordegendomar, osäkerheter med hänsyn till rättsmässiga egendomsförhållandena samt en fientlig befolkning och social oro. Frågor om äganderätt till jord och land hade sedan Knut den stores tid avgjorts genom att referera till skattelistor. Vilhelm betraktade sig själv som den lag- och rättsmässiga efterföljaren till kung Edvard Bekännaren. Kung Harald Godwinson kringgicks genomgående, utelämnades och beskrevs endast som "jarl".
Domedagsboken har, med undantag av Shropshire och Cheshire, disponerats socialt hierarkiskt, så att kungens egendom listades först, därefter prästernas, biskoparnas och abbotarnas (kontrollerade av kungen) och slutligen de världsliga herrarnas. Kungens förmögenhet bestod av en femtedel, kyrkans en fjärdedel, och resten var i händerna på ledande baroner och mindre herrar. Domedagsboken klargör på detta sätt maktfördelningen i England under året 1086. Registreringen handlade mer om utövande makt än om symbolisk styrka.
Bland det mest imponernde med undersökningen är hur snabbt den genomfördes. Det skulle knappast varit möjligt om inte det tidigare anglosaxiska styret redan hade dokumenterat mycket av landet – något som gjorde det möjligt att samla in ny information och korrigera gammal. Utarbetandet av boken bestämdes under julen 1085 vid kungens hov i Gloucester efter att Vilhelm "hade tänkt mycket och haft djupa diskussioner om det här landet", så som den anglosaxiska författaren till krönikan uttryckte det. Kolofonsidan i slutet av boken berättar att registreringen utfördes 1086, och att den var ganska nära att färdigställas i september 1087, efter Vilhelm Erövrarens död. Endast Essex, Suffolk och Norfolk saknades i den slutliga upplagan, men upptogs senare i en enskild volym, Den lilla Domedagsboken.

## Konsekvenser

### Ny aristokrati

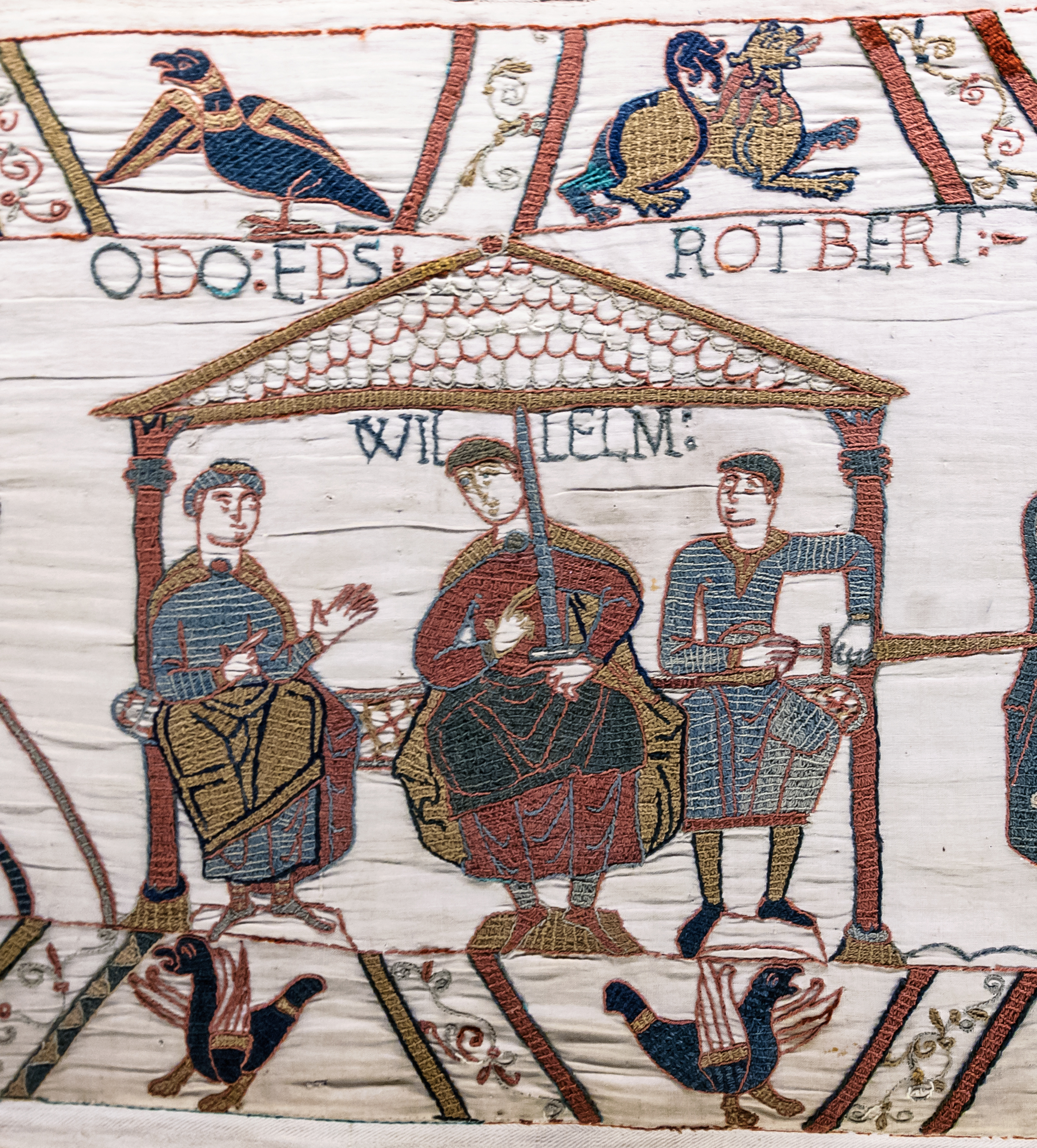
Den nya normandiska adeln, här representerad genom Vilhelm Erövraren och hans två bröder, Odo till vänster och Robert till höger, från Bayeuxtapeten.

En direkt konsekvens av invasionen var en nära total utrotning av den gamla anglosaxiska aristokratin och minskat anglosaxiskt styre över kyrkan. Vilhelm Erövraren ersatte systematiskt anglosaxiska jordägare och fördelade deras egendomar mellan sina egna folk från kontinenten. Domedagsboken har minutiöst dokumenterat effekten av det omfattande programmet for expropriation, indragning och omfördelning av egendomar. Den avslöjar att år 1086 var endast omkring 5 procent av landet söder om floden Tees i anglosaxiska händer. Även denna lilla rest förminskades ytterligare de följande tio åren och fördrivandet av de infödda jordägarna i de södra delarna av England var i det närmsta fullföljd.
Infödda kom snart också att försvinna från högre regeringsmakt och högre kyrkliga ämbeten. Efter 1075 var jarldömena i händerna på normanderna, medan anglosaxarna endast undantagsvis pekades ut som sheriffer. Likaledes blev äldre präster antingen förvisade från sina ämbeten eller ersatta av utlänningar efter sin död. År 1096 var inget av biskopsdömena besatta av anglosaxare och anglosaxiska abbottar hade blivit sällsynta, särskilt i de större klostren.
Ingen annan medeltida erövring mellan kristna och kristna hade sådana förödande konsekvenser för den besegrande härskarklassen. Samtidigt ökade Vilhelm Erövrarens prestige enormt bland hans anhängare, då han förlänade dem med omfattande lantegendomar utan att det kostade honom något. Hans förläningar hade också som avsikt att upprätthålla kontroll, eftersom varje tilldelning av län och titlar betydde att den nya feodalherren behövde bygga en borg och undertrycka de infödda. På så sätt säkrades erövringen genom den nya strukturen.

### Ny kyrkoorganisation

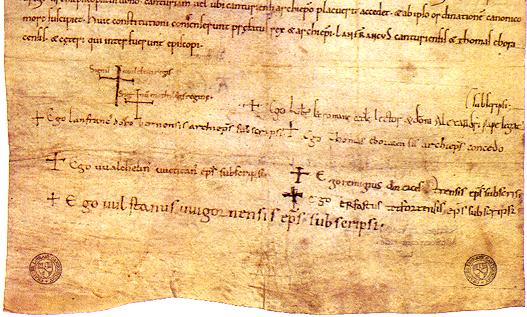
Signaturerna från kyrkomötet i Winchester. De stora Xene är signaturerna till kung Vilhelm och drottning Matilda, den ene under deras är ärkebiskop Lanfrancs, och därefter biskoparna under hans igen.

Ealdred av Worcester, ärkebiskop av York, som krönte Harald Godwinson år 1066, var antagligen den anglosaxiska präst som även krönte Vilhelm på juldagen år 1066. En ny regel som tillkom efter Vilhelms krönande var att Ealdred innan själva ceremonin frågade församlingen på anglosaxiska om det verkligen var deras önskan att Vilhelm skulle krönas till kung. Den normandiske biskopen av Coutances, Geoffrey de Montbray, frågade därefter samma sak men då på normandiska. I mars 1067 tog Vilhelm med sig Ealdred då han återvände till Normandie tillsammans med de anglosaxiska ledarna jarl Edwin, jarl Morcar, Edgar Ætheling, och ärkebiskop Stigand. I samband med whitsun (pingst) år 1068 utförde Ealdred kröningen av Vilhelms hustru Matilda. Då ledarna i norra England gjorde uppror mot den nya normandiska kungen 1069, fortsatte Ealdred att stödja Vilhelm. Han var den enda ledaren i norr som gjorde detta. Förmodligen kände han sig förpliktad att stödja den kung som han själv hade krönt, utländsk eller ej. Ealdred verkar ha varit en av få anglosaxiska präster som Vilhelm förlitade sig på. Efter hans död 1069 genomfördes färre försök till att integrera anglosaxarna i den normandiska administrationen. År 1070 hölls ett kyrkomöte i Westminster där flera anglosaxiska biskopar avsattes. År 1073 återstod endast två anglosaxiska biskopar och efter att Vilhelm själv avled år 1089, återstod endast en – Wulfstan II av Worcester.
Efter Harald Godwinsons död underkastade ärkebiskop Stigand sig Vilhelm, så som Ealdred hade gjort innan honom. Han var på plats vid Vilhelms kröning, men på grund av påvens bannlysning kunde han endast assistera. Trots den växande pressen fortsatte Stigand att vara på plats hos det normandiska hovet, men år 1070 avsattes han av påvliga legater och fängslades i Winchester, där han avled år 1072. Alla hans egendomar och rikedomar konfiskerades av kungen. Hans stelhet och ovilja mot att lyda heliga stolen utnyttjades av normandiska biskopar som grund för att den engelska kyrkan var bakåtsträvande och i behov av reformer. Kung Vilhelm pekade ut Lanfranc, född i Italien och abbot i Normandie, till hans efterföljare som ärkebiskop av Canterbury. Lanfranc började direkt med att reorganisera och reformera den engelska kyrkan, däribland att påskynda processen att ersätta anglosaxare med normander i de mest betydelsefulla prästerliga ämbetena.
Kyrkorna och klostren fylldes med biskopar och abbotar från Normandie och Lorraine. Dessa var ofta arroganta och taktlösa i sin behandling av anglosaxiska undersåtar. "Det var en onödig förnärmelse att stryka namnen på anglosaxiska helgon, hållna i engelsmännens ära, från kyrkokalendrarna; den nya abboten av Abingdon försökte helt och hållet att sudda ut minnet om den store sankt Æthelwold som han föraktfullt kallade för ‘en engelsk bonde’..." skrev den engelska historikern Austin Lane Poole.
Med det normandiska övertaget fick kyrkan i England starka band över kanalen till den kontinentala kyrkan och dess kloster. En av de viktigaste reformerna av Lanfranc var att flytta biskopssätena till urbana områden. Även om uppskattningsvis en tiondel av Englands befolkning bodde i städer redan år 1066, fick upptagna städer som Lincoln och Norwich egna biskopssäten först efter 1066. Kommersiella verksamheter följde de kyrkliga centra. I samband med stadsnäringens tillväxt kom även fransk handelsverksamhet, och med den också de första judarna från Rouen till London.

### Engelsk exil

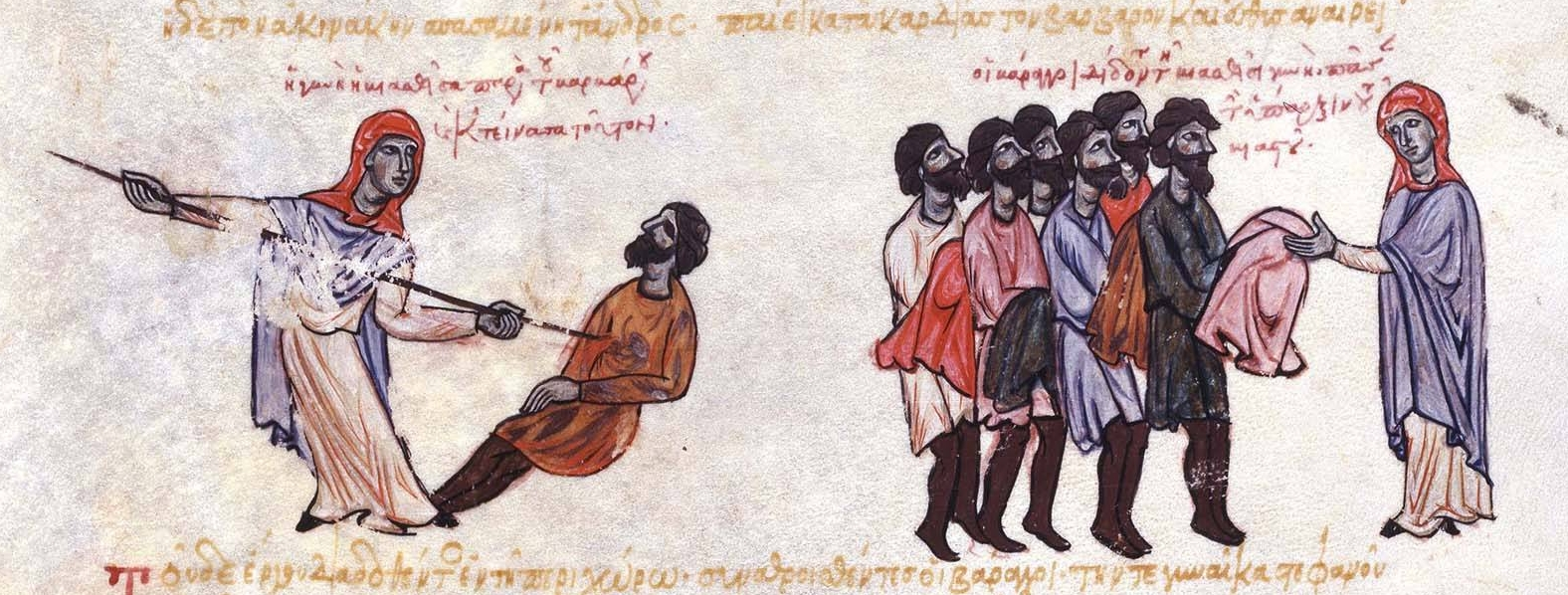
Soldater från Varjagskåren avbildad i Skylitzes' krönika.

Ett stort antal anglosaxare, särskilt från den avsatte tidigare landägarklassen, fann till sist den nya normandiska dominansen och undertrycket oacceptabelt och emigrerade. Skottland och Bysantinska riket, Östromerska riket, var i synnerhet populära resmål, medan andra bosatte sig i Norge, Danmark, Sverige och Tyskland. Vissa flyttade så långt som till Ryssland och kusterna vid Svarta havet. Det har dokumenterats att många engelska adliga emigrerade till Östromerska riket och Konstantinopel, där de utgjorde ett dominerande element i elitstyrkan Varjagskåren. De tjänstgjorde som personliga livvakter för den bysantinska kejsaren och svor ed till honom.
Varjagerna hade tidigare dominerats av nordiska män. En källa uppger att 4 350 anglosaxiska män kom seglande i 235 skepp. År 1088 kom ett stort antal anglosaxare och daner till Östromerska riket via Medelhavet. De som inte antogs i kejsarens tjänst, utplacerades längs Svarta havets kuster, men de som antogs blev så viktiga att de kallades för Englinbarrangoi från och med då. För anglosaxarna och de engelskfödda danerna hade det betydelse att de kunde fortsätta att kämpa mot normanderna, denna gång på Sicilien, som erövrats av bröderna Robert Guiscard och Roger Bosso från det normandiska Huset Hauteville.

### Styrelseskick
Innan normandernas invasion hade det anglosaxiska England ett av de mest välutvecklade styrelseskicken i Västeuropa. Hela England var indelat i administrativa enheter benämnt "shires" (från ags. scir = administrativ enhet eller myndighet) av nära nog enhetlig storlek och form. Dessa styrdes av ledare kända som "shire reeve" ("reeve", ags. gerefa = greve) eller "sheriff" som man sade. Shiren tenderade att vara ganska självstyrda och saknade koordinerat styre. Fornengelskt styre använde skriftlig dokumentation i stor omfattning, något som var ovanligt för kungadömena i Västeuropa. Detta främjade ett mer effektivt styrelseskick än muntlig kommunikation.
Anglosaxarna utvecklade permanenta platser för såväl lokala som rikstäckande myndigheter. De flesta medeltidskungar flyttade konstant och höll hov där klimatet var fördelaktigt och matförråd eller andra fördelar fanns tillgängligt. Ständiga förflyttningar förhindrade en utvecklad effektiv administration, eftersom såväl folk som gods var tvungna att transporteras med hjälp av häst och kärra – inklusive arkiv och skattekistor. England hade ett permanent "finansdepartement" i Winchester innan normandernas erövring. Där inleddes framväxten av en fast och permanent byråkrati och ett riksarkiv. En annan anledning till kungadömets styrka var ett skattesystem baserat på egendomsskatt eller arrende. Landet hade dessutom nordvästra Europas mest pålitliga myntsystem, med kungligt monopol på monetarisering.
Detta välutvecklade styrelseskick togs över av normanderna, som vidareutvecklade det. De behöll strukturen, men förnyade bemanningen. Inledningsvis lät kung Vilhelm vissa av de infödda att förbli i sina ämbeten, men vid hans död var nästan alla ämbetsmän normander. Latin ersatte anglosaxiska som skriftspråk i offentliga dokument. Normanderna centraliserade det självstyrda shiresystemet. Egendomsregistret i Domedagsboken omfattade nästan hela rikets jordgods och var utan motstycke i dåtidens Europa. Den var indelat efter landets shires och innehöll listor över alla kungens länsherrar och det jordgods de hade i förläning, och dessutom upplysningar om vem som tidigare (innan erövringen) hade ägt jordgodset.
Systemet med bokföringen blev mer detaljerat och förfinat. Ett eget registreringskontor till att administrera skatteinkasseringar och föra register över kungens intäkter och utgifter, "the Exchequer", etablerades av Vilhelm Erövrarens son, kung Henrik I av England. Från år 1150 och framåt låg kontoret för denna verksamhet i Westminster. Finansministern kallades främst för Chancellor of the Exchequer.

### Normandisk arkitektur och byggverksamhet

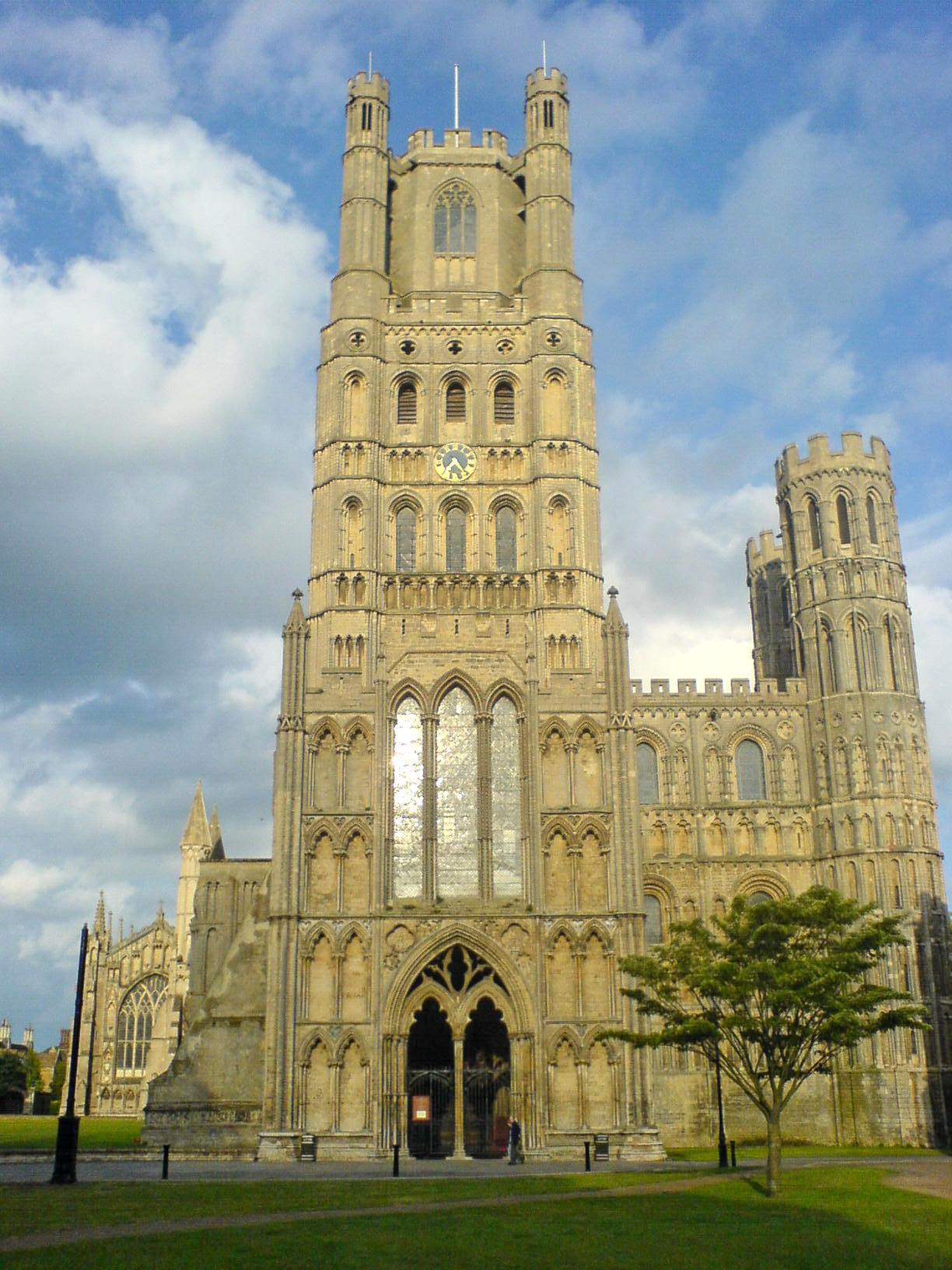
Katedralen i Ely är ett exempel på normandisk romansk arkitektur.

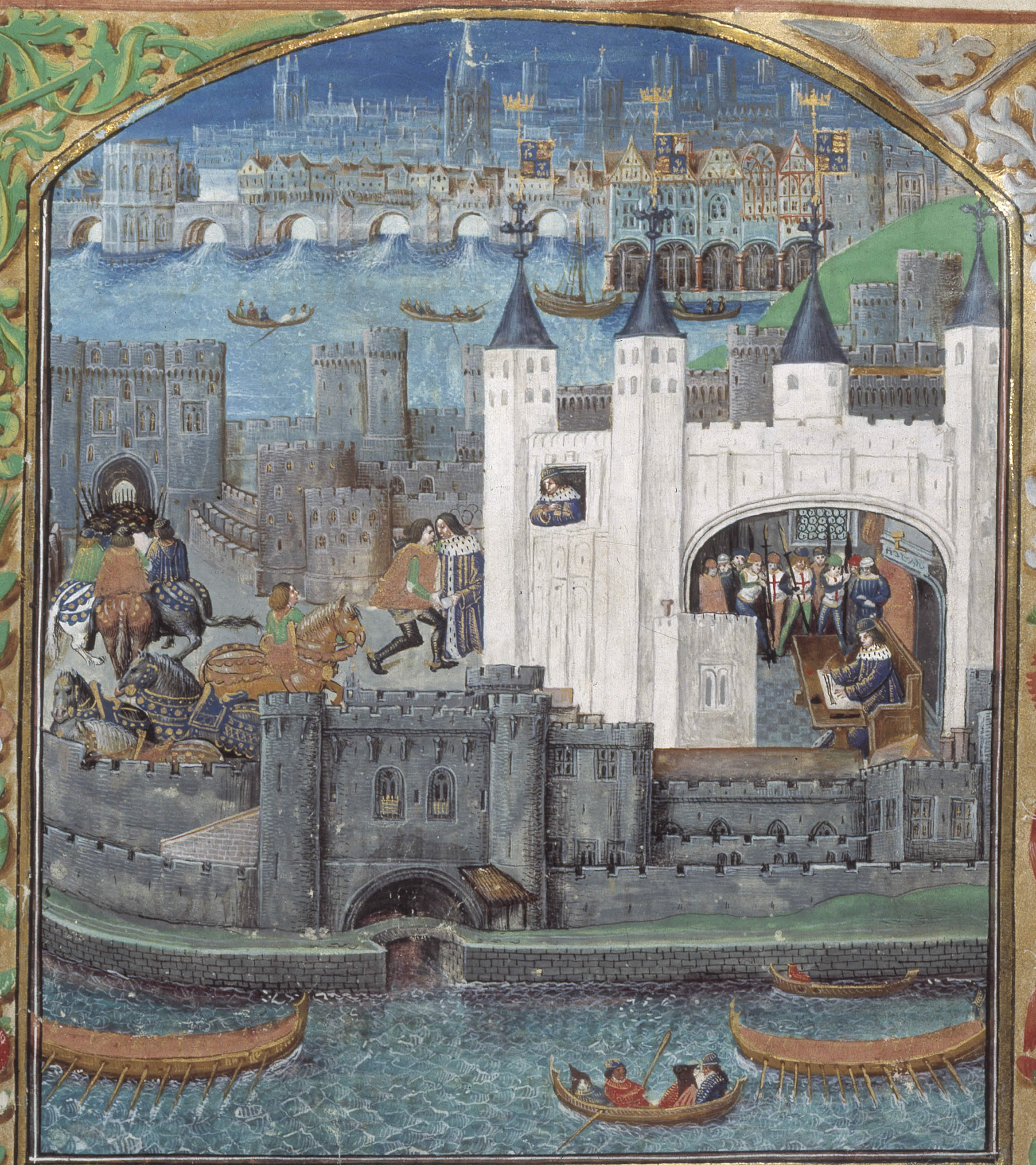
Vita tornet avbildat i ett manuskript från 1400-talet som illustration till en dikt av Charles de Valois, hertig av Orléans (1391–1465) och som påminner om hans fängelse där (British Library).

Normanderna tog med sig sin byggnadsstil till England när de uppförde sina många borgar och fästningsverk för att säkra greppet om sin erövring. Normandisk stil präglar också kloster, kyrkor och katedraler från samma era. Benämningen innefattar varianter av romansk arkitektur som uppstod i Normandie runt 950 och som blev utbredd i de delar av Europa som normanderna erövrat eller påverkat. En stilmässig gemensamhet är de romanska rundbågarna, särskilt de som står ovanför portar, dörrar och fönster, eller i form av tunnvalv eller ribbvalv baserade på rundbågen som konstruktionsprincip. Som all romansk arkitektur kännetecknas den normandiska arkitekturen av massiva murväggar med relativt få och små öppningar. Innan normandisk arkitektur fanns det stora regionala skillnader.
Några av de mest karaktäristiska exemplen på den normandiska arkitekturen är Jumiègesklostret i Normandie, Katedralen i Ely i Cambridgeshire, och fästningen Clifford's Tower i York.
Vilhelms hemstad, Caen i Normandie, blev den nya normandiska "huvudstaden" och senare även residensstad för hertigdömet Normandie. Där lät han bygga en stor fästning. Tillsammans med sin hustru grundade han två kloster – det ena blev hans gravplats och det andra hennes. Även Englands arkitektur påverkades starkt på grund av normandiskt inflytande, bland dem märks Windsor Castle i London som skyddade floden Thames. Det stora borgtornet av sten, Vita tornet, beordrade han att bygga år 1078 på insidan av det sydöstra hörnet av Londons stadsmur mot Themsen. Mellan 1067 och 1070 gjorde han en symbolisk markering genom att grunda och uppföra ett kloster på platsen för slag vid Hastings. Anglosaxiska krönikan underströk att klostret byggdes på "samma plats där Gud tillät [Vilhelm] att erövra England.» Avsikten var att understryka att han inte bara vunnit England med svärd, utan också att han med Guds hjälp var den rättmätige härskaren över landet. Han krävde att högaltaret skulle stå på den plats där Harald Godwinson föll. Det mest uppseendeväckande var att ett kloster, normalt en plats för fred och gudstjänst, kallades för Battle Abbey till minne för den militära segern och erövringen.
London var den främsta av alla engelska städer. Den underkastade sig Vilhelm på ett tidigt stadium och undgick därmed den skoningslösa härjandet som andra engelska städer utsatts för. Domedagsboken berättar att det i Oxford endast fanns 243 hus som kunde betala skatt. De återstående 478, om ej obebodda eller i ruiner, var så förstörda att ägarna inte kunde betala. Men detta var bara ett tillfälligt bakslag i den omfattande utvecklingen av handel som följde efter att England blivit lugnt igen. 1100-talet var en blomstrande epok för engelska städer. De gamla växte ut över sina stadsmurar, och nya grundades av antingen kungen eller av privata herrar.

### Språk
En av de tydligaste konsekvenserna av erövringen var att normandiska – en nordlig dialekt av fornfranska – undertryckte anglosaxiska eller fornengelska som de härskande klassernas språk. Detta språk vidareutvecklades i England till anglo-normandiska och blev adelns och kyrkans språk. Så småningom ersatte det även latin som administrationsspråk. En annan följd av erövringen var att franska personnamn undantryckte de anglosaxiska. Namn som William, Robert och Richard blev vanliga. Normandernas språk påverkade däremot i liten grad engelska ortsnamn, som tidigare hade fått många tillskott från skandinaver. Det är osäkert hur mycket engelska de normandiska invandrarna lärde sig, och hur mycket deras franska påverkade folkmunnen. Men daglig kontakt i handel och hushåll ledde framförallt till att många från båda folkgrupperna kom att bli tvåspråkiga.
Den franskspråkiga övermakten förstärktes ytterligare och komplicerades på mitten av 1100-talet som följd av invandrare från Angevinska riket, som talade en mer kontinental dialekt av franska. I tre århundraden var varken muntlig eller skriftlig engelska ett redskap för de som tyckte om att skriva. De flesta bevarade dokument från den perioden är anglo-normandiska. Det var först på 1300-talet som engelskan återtog sin tidigare utbredning, och då hade det engelska språket förändrats genomgripande. Det hade utvecklat sig till medelengelska, som är grunden för modern engelska. Under loppet av ett par århundraden med franskspråkig dominans ersattes en mängd engelska ord med franska. Det ledde till ett hybridspråk där det engelska kärnspråket kombinerades med ett franskt abstrakt ordförråd. De grammatiska strukturerna i språket ändrades också dramatiskt.
Det ursprungliga anglosaxiska ordförrådet bestod av uppemot 30 000 ord, huvudsakligen homogena och med bara fornvästnordiska, keltiska och latinska inlån. Englands folkmängd var omkring 2 miljoner år 1066, medan den normandiska överklassen inte utgjorde mer än 2–5 procent av den samlade befolkningen. Men de språkliga barriärerna mellan klasserna var inte oöverstigliga. Order måste delas ut och bli förstådda. Det fanns mellanmän som talade båda språken, och arbetarfolk tvingades lära sig betydelsen av de franska instruktionerna. Genom att vara född och uppvuxen i England, med engelska barnskötare och tjänare, präglades även överklassen av engelska. Det är svårt att mäta exakt hur många, men en uppskattning är att tiden före 1250 var antalet lånord från fransk relativt blygsamt, runt 900, men därefter ökade det snabbt. På så vis att mellanengelskan hade cirka 10 000 franska lånord.
Språket återspeglar att klasskillnader och språkskillnader i stor utsträckning sammanföll i en befolkning av normander som hade och anglosaxare som inte hade. Det är ingen tillfällighet att de moderna orden för djur som "swine", "ox" og "sheep" är anglosaxiska, medan namnen på motsvarande maträtter, "pork", "beef" och "mutton", är anglonormandiska. Bönderna gjorde arbetet och herrarna fick resultat.

### Förhållandet till Frankrike

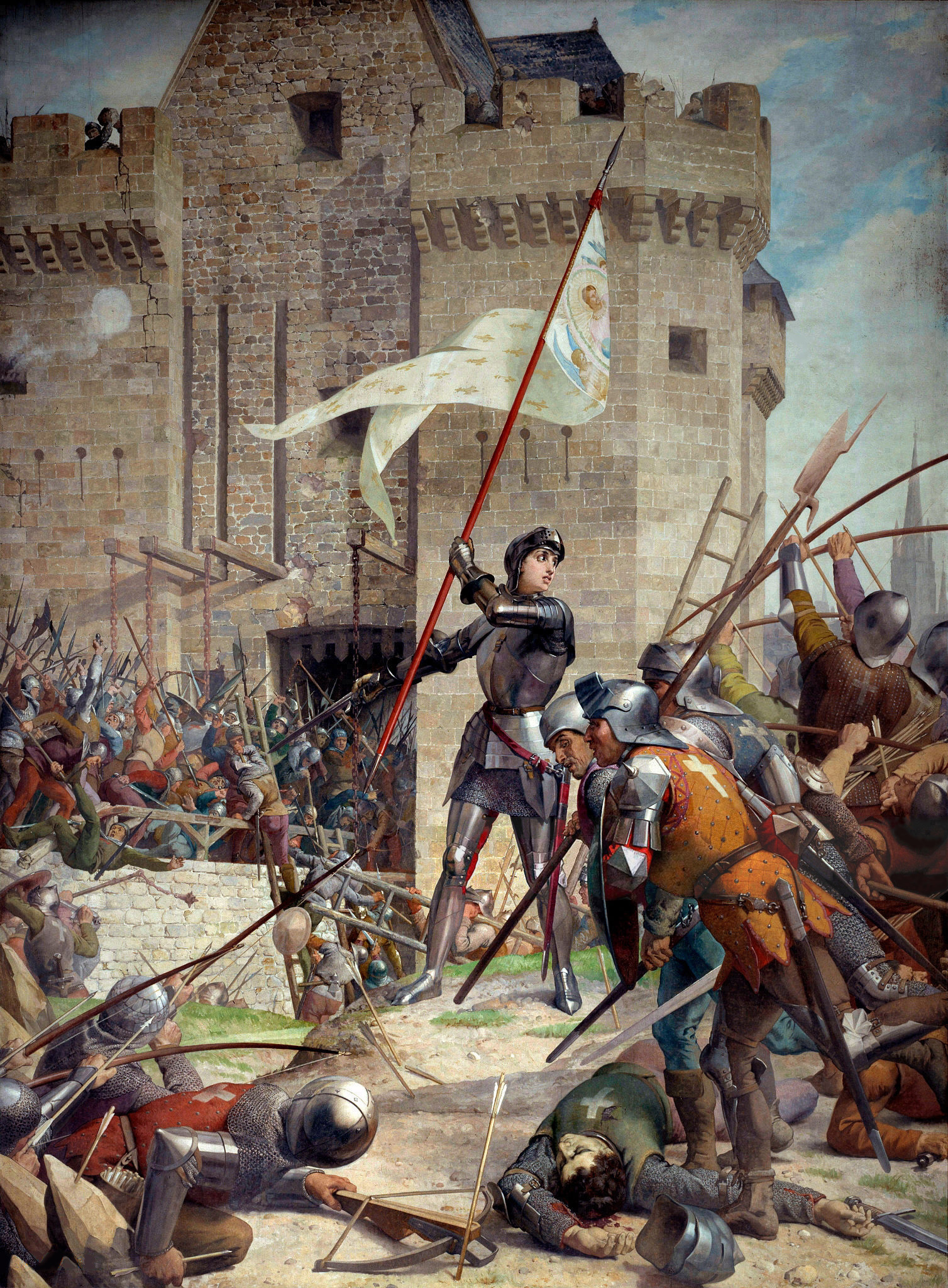
En romantisk skildring av Jeanne d’Arc under belägringen av Orléans, målad av Jules Eugène Lenepveu, 1886–1890.

Efter erövringen av England blev förhållandet mellan den anglonormandiska monarkin och den franske kronan allt svårare. Betydande fiendskap hade redan utvecklat sig mellan Vilhelm och hans franske feodala överherre före invasionen av England. Det förvärrades snart genom den franska kronans stöd till hans son Robert Curthose, som utkämpade en rad krig mot sin far och sedan mot sina bröder. Som hertig av Normandie var Vilhelm och hans efterkomma fortfarande vasaller av den franska kronan, men som kungar av England var de hans likställda.
På 1150-talet, då Angevinska riket bildades och Huset Plantagenet hade tagit över den engelska tronen, styrde den engelske kungen halva Frankrike och hela England – förutom Irland och Wales. Hans makt var av mycket större omfattning än den franske kungens. Självmotsättningen i denna situation blev mer problematisk efter att den franska monarkin växt sig starkare och i högre grad krävt sin rätt mot sina vasaller. Den stora politiska krisen uppstod år 1204, då Filip II av Frankrike erövrade alla normandiska och angevinska besittningar i Frankrike, undantaget Gascogne.
Kriget som i perioder utkämpats om den engelske kungens besittningar i Frankrike efter Vilhelm Erövrarens tid, hade på 1300-talet under Edvard III av England, eskalerat till Hundraårskriget. Han ville återta sina förfäders besittningar i Frankrike och få full suveränitet över det han hade i England genom att bryta vasallförhållandets feodala band till den franske kungen. Kriget slutade först med den slutliga kollapsen för Plantagenets position i Frankrike år 1453, då överhögheten över Normandie förlorades.
Det engelska kungadömets franska förvecklingar innebar ständiga krig mot Frankrikes kungar i bortemot fyra århundraden. Dessa konflikter ledde till framväxten av ett ömsesidigt hat mellan England och Frankrike som fortfarande kan märkas – trots att det var fransk adel som erövrat England år 1066.

## Eftertiden

### England och Normandies delning
Vilhelm Erövrarens sista krig knöts till Normandies historia – striden om det tvådelade området Vexin mellan östra Normandie och Frankrike. Hoten som kom därifrån fick honom att år 1087 anfalla och bränna ned den franska utposten Mantes, endast 50 km från Paris. Medan han red genom den brinnande staden, föll han av hästen och fick inre skador av sadelknappen. Under loppet av en månad hade skadorna blivit livshotande. Han levde länge nog för att göra upp sitt arv. Robert Curthose, hans äldste son, kunde inte fråntas sin arvsrätt till hertigdömet Normandie. Eftersom England hamnat i Vilhelms händer efter erövrandet kunde han göra vad han än ville med landet. Genom att skicka kronor, svärd och spiror till sin andra son, Vilhelm Rufus, fick England en ny kung. Vilhelm Erövrarens rike delades därmed längs engelska kanalen, så som det hade sett ut innan erövringen. Hans tredje son, Henrik, fick inga landområden, men en stor förmögenhet. Vilhelm Erövraren dog den 9 september 1087 efter 41 år som hertig av Normandie och 24 år som Englands kung.

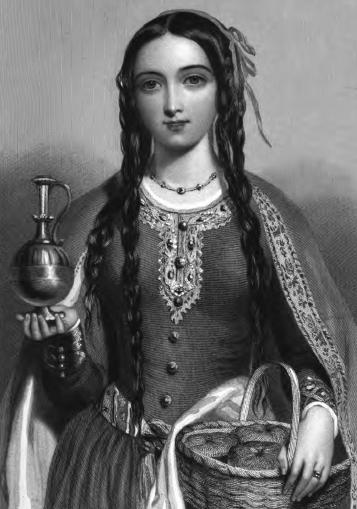
Englands drottning Edith (Matilda), ritning från 1851, blev symbolen för att det normandiska och det anglosaxiska England äntligen enats.

Englands nya kung kröntes i Westminster som Vilhelm II, en hänsynslös, cynisk och temperamentsfull man som mest av allt gillade att jaga. På sin dödsbädd släppte Vilhelm Erövraren många av sina fiender fria, bland andra halvbrodern Odo av Bayeux. Knappt hade Odo fått tillbaka sitt jarldöme i Kent i december 1087, innan han återigen skapade svårigheter. Brytningen med Normandie var den mest sannolika orsaken till att hans uppror fick ett omfång som gjorde att "närmare alla normander" deltog, även om det fanns undantag som Hugh, jarl av Chester, William de Warenne, och Robert Fitzhamon. Trots omfånget var upprorsmakarna spridda. De isolerades i öst och Midlands, men var ett större hot i väst mot Wales, och farligast i sydost vid Odos jarldöme samt i Sussex, som tillhörde Odos halvbror Robert av Mortain. Här tog Vilhelm Rufus själv kommandot och efter en sex veckor lång belägring av Pevensey Castle marscherade han mot Rochester.
Att upproret nedkämpades beror på att Robert Curthose inte själv invaderade England, utan endast skickade mindre trupper. Kanske var de viktigaste orsakerna det stöd som Vilhelm Rufus fick från kyrkan och från den anglosaxiska befolkningen. År 1088 kunde Rufus njuta av en popularitet han dessvärre snart skulle gå miste om. Engelsmännen flockade sig runt hans fanor, bland annat därför att han hade lovat dem ett rättmätigt styre och lagar, skattelättnader och jakträttigheter. Dessa löften bröts så snart kontrollen över kungadömet återigen hade säkrats. År 1089 dog Lanfranc, den siste som kanske kunde ha begränsat kungens hänsynslöshet.
Upproret visade på att Robert Curthose och Normandie var ett konstant hot. Under ett kvarts sekel hade normandernas politik prioriterat erövringen av England. Med Vilhelm Rufus inleddes en ny fas – den engelska erövringen av Normandie, som varade fram till slaget vid Tinchebray år 1106, då Robert Curthose slutligen besegrades av Vilhelm Rufus arvinge, den yngre brodern Henrik I av England. Henrik I gjorde Edith av Skottland till drottning 11 november 1100, samma år som Vilhelm Rufus mördades. Edith var dotter till Malcolm III av Skottland, men viktigare var att hennes släkt på moderns sida gick tillbaka till det gamla anglosaxiska kungahuset. Bortsett från att hon tvingades att anta det normandiska namnet "Matilda", kan det symboliska värdet för det anglosaxiska kungahuset inte undervärderas av att den normandiska kungen av England skaffade en anglosaxisk maka.

### Andra invasioner av England

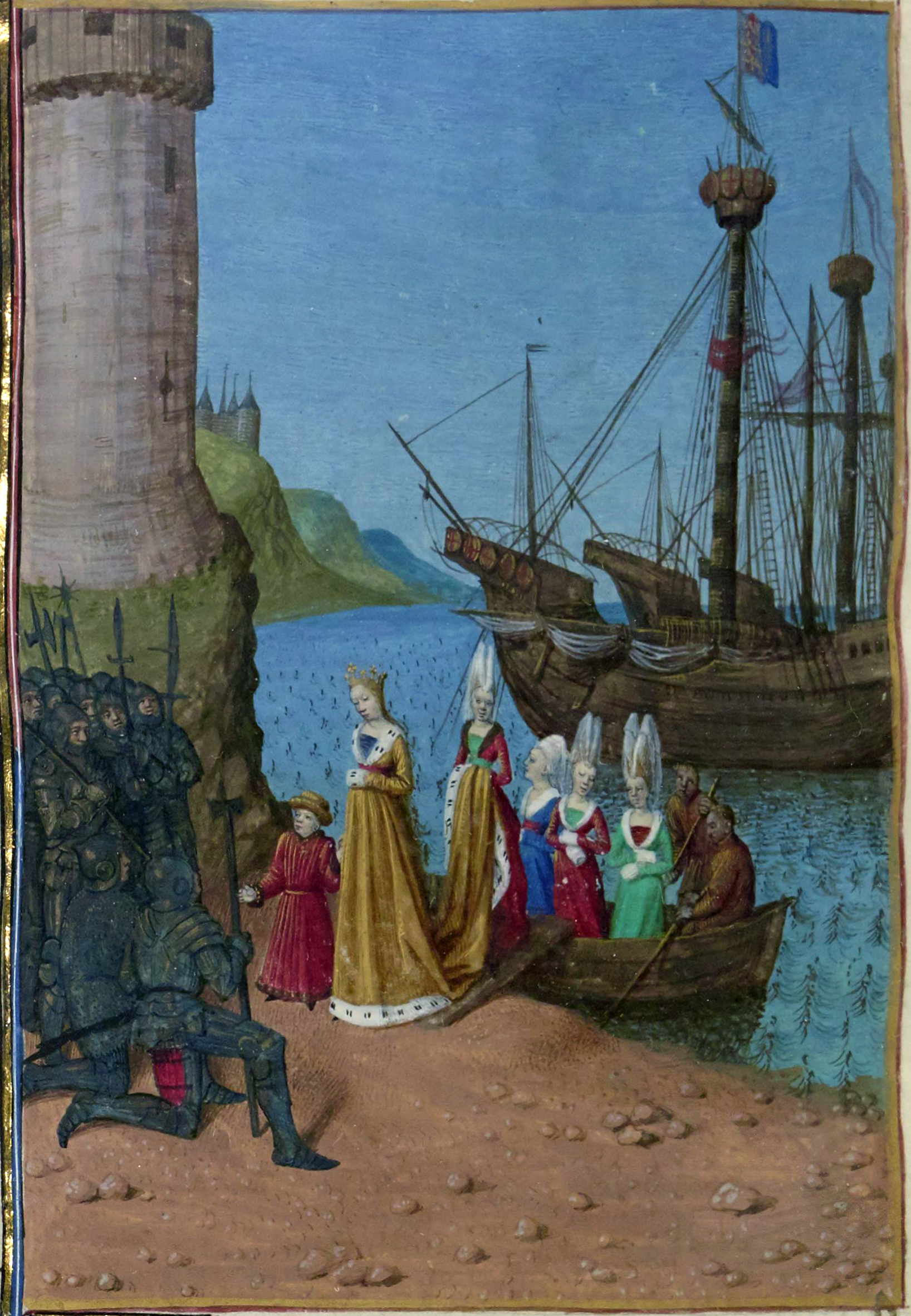
Isabella av Frankrike går i land i England för att avsätta sin man, kung Edvard II av England.

Den normandiska erövringen betraktas som den sista lyckade invasionen av England, även om den nederländska segern under den ärorika revolutionen år 1688 också kan kallas en lyckad invasion från kontinenten. En viktig skillnad är att den ärorika revolutionen var ett inbördeskrig mellan två fraktioner av landets härskande klass. Anhängare av parlamentet fick hjälp av utländska styrkor för att nedkämpa anhängare av Stuartmonarkerna. Normandernas invasion utrotade eller fördrev de flesta från den infödda härskklassen. 
Ett invasionsförsök med normandernas erövring som förlaga gjordes av en fransk armé med 1 200 riddare, den 22 maj 1216. De gick i land i England vid Sandwich, ledda av prins Ludvig, som hade erbjudits den engelska tronen av missnöjda engelska adliga. Denna mäktiga armé fick kung Johan av England att fly och Ludvig erövrade London och Winchester. Efter att Johan avlidit kort tid efteråt, väcktes det engelska motståndet. Fransmännen gav upp sitt invasionsförsök och slöt fred den 11 september 1217.
En invasion som kan liknas vid den ärorika revolutionen inträffade i september 1326, då Isabella av Frankrike landsteg i Essex med en utländsk arméstyrka i fälttåg med Roger Mortimer och hennes son Edvard. De möttes av folk som var missnöjda med kung Edvard II av Englands styre. Kung Edvards anhängare rymde och den 2 oktober flydde han västerut från London och till godset som tillhörde den yngre Despenser i Glamorgan. Isabella och hennes armé följde efter honom och dödade bägge. Hennes omyndiga son blev därefter kung av England.
Försök till invasioner gjordes av spanjorerna år 1588 och av fransmännen år 1744 samt 1759. Varje gång ledde kombinationen av väderförhållanden och angrepp från den brittiska marinen på eskortfartygen till att man gav upp innan invasionsflottorna nått hamnarna. Invasioner förbereddes även av fransmännen år 1805 och av Nazityskland år 1940, men även dessa gavs upp på grund av misslyckade förberedande operationer för att oskadliggöra Storbritanniens marina försvar, och i moderna tider även luftförsvaret. (se Slaget om Storbritannien)
Några mindre omfattande lokala och kortvariga angrepp mot brittiska kuster nådde begränsade mål, som de franska angreppen på enskilda kuststäder under hundraårskriget, den spanske landstigningen i Cornwall år 1595, slaverjägarattacker av barbareskpirater på 1600-talet och det nederländska attacken mot Medway år 1667.

### Erövringen i litteraturen

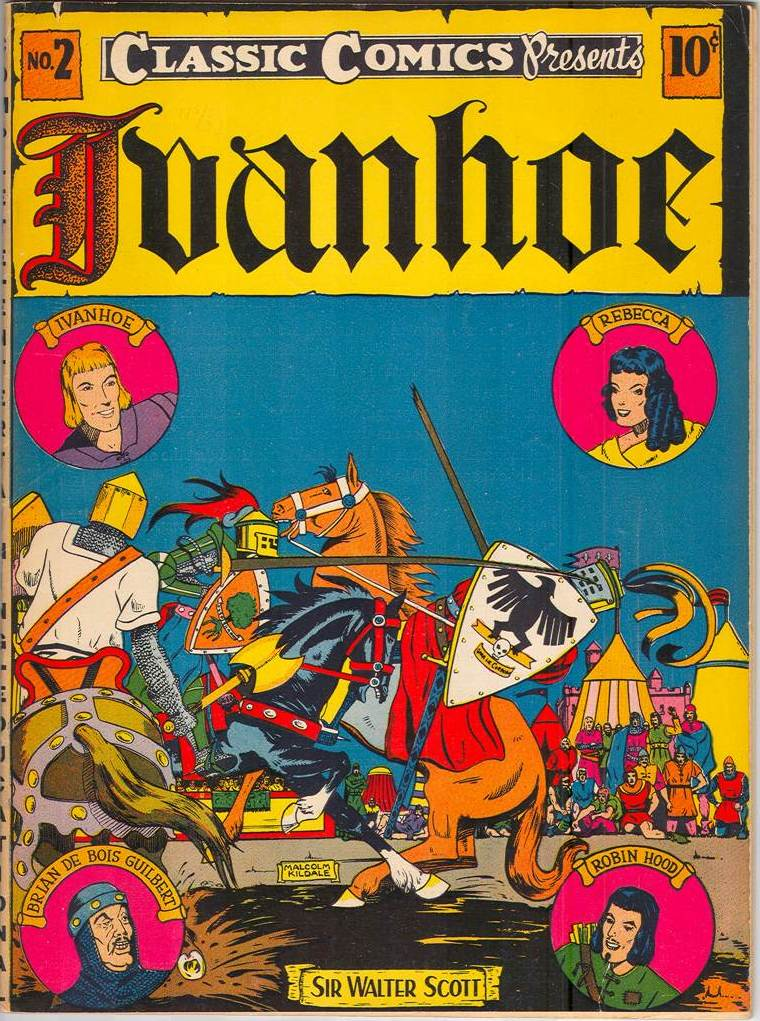
Walter Scotts populära roman Ivanhoe bidrog till den folkliga uppfattningen om att anglosaxarna var Englands egentlige förfäder. Här visas omslaget på en tecknad utgåva av Ivanhoe.

Under romantiken i början av 1800-talet gjordes Domedagsboken till en symbol för det tyranniska normandiska styret, exempelvis år 1816 i en pamflett av Thomas Evans, ledare för en grupp radikala konstnärer i London: "Våra kyrkliga institutioner, vår verkliga konstitution, grundad av våra sachsiska förfäder, förstördes under den tyranni som rådde under den normandiska erövringen...»
Hållningen var att den forna konstitutionen hade perverterats av normandisk tyranni och den blev i hög grad accepterad även utanför radikala kretsar. En del av romantiken i England var en gotisk strömning mellan år 1820 och 1880. Intresset för medeltiden och i synnerhet gotiken kom till uttryck i arkitektur, konst, litteratur och politiska skrifter.
År 1819 gav författaren Walter Scott ut romanen Ivanhoe, där huvudpersonen var en ung anglosaxisk adelsman som motsatte sig övergreppen från den normandiska adeln. Hans far var ättling till kung Harald Godwinsson. Romanen har beskrivits som huvudorsak för att väcka det allmänna intresset för medeltiden i England. John Henry Newman hävdade att Scott var den förste som hade "vänt folks sinnelag i riktning mot medeltiden" och John Ruskin hävdade ungefär samma sak.
Charles Kingsley skrev år 1866 romanen Hereward the Wake om det anglosaxiska motståndet och Alfred Tennyson skrev det poetiska dramat Harold år 1876. De är två exempel på talrika uttryck för uppfattningen att anglosaxarna var grymt undertryckta av de utländska normanderna. Samma uppfattning förfäktas även av flera olika historiker. Den franske historikern Augustin Thierry framhävde i sitt verk från 1825 den normandiska erövringen som ödeläggande, men att anglosaxarna aldrig övervanns helt och att den slutgiltiga sammansmältningen av den engelska nationen skedde på 1500-talet.
Den konservative historikern Henry Hallam uppfattade också erövringen som ett brott. Den anglosaxiska adeln hade avsatts och folket undertrycktes: "Vi skyller ingen obetydlig del av vår självrespekt till det normandiska elementet i vår befolkning och politik".
Sharon Taylor skrev en inflytelserik studie av det anglosaxiska England och ett generellt engelskt historieverk mellan 1814 och 1823, där han som Hallam menade att erövringen var en katalysator som störde samhället och gav plats till en ny adel, men likväl efterlämnade samhällets väsentliga germanska institutioner oförändrade. Det anglosaxiska samhället hade blivit för svagt, och en nyttig följd av erövringen var därför att England stärktes.
Under 1840-talet utvecklades uppfattningen att anglosaxarna hade styrt sig själva i lösa förbund bestående av oberoende grupperingar. Detta verkade underbygga det populära politiska kravet om större politisk makt till medelklassen, särskilt en regering som hade förlorat Krimkriget. Joshua Toulmin Smith, en brittisk politisk teoretiker och advokat från Birmingham, såg anglosaxarnas England som en förebild för lokalt självstyre och en bättre livsstil. Smith främjade outtröttligt visionen om anglosaxarna som en symbol för frihet och gemensamt ansvar. "Saken är enkel," skrev Smith, "historien visar att tre, fem, åtta, tio eller flera århundraden sedan, existerade självstyre i England, och var en makt till att hålla i schack de mest ambitiösa monarker...»

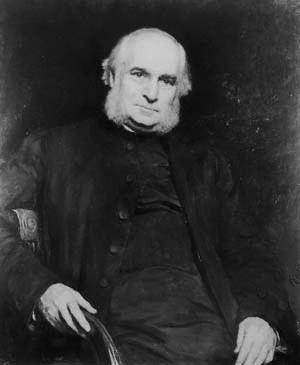
Historikern och biskopen William Stubbs ansåg att den normandiska invasionen summa summarum som en nödvändig och positiv händelse.

Under viktoriansk tid dominerades forskningen och framställandet av engelsk medeltidshistoria av ett triumvirat bestående av historikerna William Stubbs, Edward Augustus Freeman och John Richard Green. Deras tillvägagångssätt var annorlunda, men de förblev likväl försonade.
Greens sviktande hälsa från 1870-talet ledde till att hans The Making of England (1883) endast kom i en volym och sträckte sig fram till år 828. Hans The Conquest of England kom ut efter hans död 1883. Han menade att erövringen avslutades år 1071.
Stubbs var en konservativ präst och historieprofessor vid Oxfords universitet och en stor samlare och utgivare av källskrifter. Han ansåg att historiestudier hade en moralisk avsikt och att nutidens rötter låg i det förflutna. Den normandiska erövringen var en väsentlig och således en positiv vändpunkt som ledde England in i Europa och var början på den moderna engelska statsapparaten.
Freeman var en liberal historiker och hans omdöme vilar i huvudsak på hans enorma History of the Norman Conquest (1867–1876) i fem volymer. Den baserades på omfattande forskning, men även på ett minutiöst och till viss del pedantiskt intresse för detaljer. Det ledde till att året 1066 först behandlades i volym 3, medan de två föregående volymerna behandlade den anglosaxiska "bakgrunden". Här framhävde Freeman viktigheten av anglosaxarnas fria, lokale samhälle som förstördes av invasionen. Freeman närmade sig därmed en socialistisk syn på den anglosaxiska historien. Hans entusiasm för ämnet fick honom också att ändra vad källorna sa för att anpassa dem till hans egen syn. Ett tydligt exempel är att han gav slaget vid Hastings namnet "slaget vid Senlac", baserat på föga relevant information hos medeltidsskribenten Orderic Vitalis. Freemans verk ledde därför i samtiden till en högljudd debatt om hans användning av källtexter.
På 1900-talet och framåt tenderade historikerna att moderera sig i båda riktningarna. Det anglosaxiska samhället var inte så idylliskt som 1800-talet gärna framställde det, och den normandiska erövringen var mindre tyrannisk än vad man tidigare trott. Som en av de mest kritiska perioderna i engelsk historia var det en kedja av händelser som formade England i en betydande grad och som inte heller moderna historiker kan göra upp med. Efter att Raphael Holinshed år 1577 gav ut The Chronicles of England, Scotland, and Ireland, började han sin berättelse om Englands historia vid år 1066. Årtalet ses som en vändpunkt itill den grad att en engelsk komedi fick titeln "1066 and All That" som en parodi på traditionell engelsk historieundervisning.
Nyckelproblemet är, enligt den moderna historikern Donald Matthew, inte nödvändigtvis varför England lät sig erövras, utan varför normanderna visade sig lyckas så mycket bättre än deras danska och norska rivaler i att överta det engelska kungadömet och besitta det. Modern historieforskning har också erkänt att normanderna var mer villiga att se värdet i Englands förflutna. Påvens politik var att främja förbindelser över engelska kanalen för att förhindra angrepp och plundring från hedniska vikingar från norr. Normandie och England var redan före invasionen allierade i kampen mot nordborna. Erövringen var således ingen isolerad händelse. Genom att knyta en politisk bro över kanalen, blev de normandiska härskarna en maktfaktor som avslutade vikingatiden och de blev samtidigt själva en politisk och militär makt av stor betydelse i hela Västeuropa.